# 布魯塞爾愛樂樂團
布魯塞爾愛樂樂團（英語：Brussels Philharmonic Orchestra）是一支成立於2002年的管弦樂團。由安東尼奧·維拉爾迪（Antonio Vilardi，時任聖米歇爾劇院藝術總監）以及羅傑·鮑西爾（Roger Bausier，布鲁塞尔皇家音乐学院教授）共同創設。 後者擔任樂團主指揮，直到逝世為止。2014年1月，大衛·納瓦羅·圖雷斯（David Navarro Turres）成為樂團的主指揮，兼任藝術顧問。
樂團旨在提供年輕音樂家訓練和演出的機會，在樂團當中工作的經驗，可以使他們的職涯銜接更為順利，類似於歐盟青年管弦樂團的經營方式與理念。至2012年為止，已經與來自20個（以上）國家的音樂家合作。布魯塞爾愛樂樂團每一年都會在皇家音樂學院演出三次，此外也會在博扎中心、沃呂韋、聖米歇爾劇院（位於埃特尔贝克）等地進行音樂會。該團以比利時音樂為活動核心，演奏Dirk Brossé、Didier Van Damme、Jan Van der Roost、Frédéric Devreese、Robert Janssens、August De Boeck和Marcel Poot等的作品。

## 外部連結
- 官方网站（法文）